# 吉元潤子
吉元 潤子（よしもと じゅんこ、1973年10月28日 - ）は、元・テレビ朝日の女性アナウンサー。
東京都中野区出身。中野区立北中野中学校、富士見丘高等学校、清泉女子大学文学部卒業。夫はソフトバンクグループ・元副社長の佐護勝紀。父は汐文社の元社長の吉元尊則。

## 来歴・人物
1996年、テレビ朝日に入社。『やじうまワイド』を経て、1997年4月、『スーパーJチャンネル』のキャスターに抜擢。
2000年5月、学生時代からの知り合いだった男性と結婚。2002年7月、主婦業に専念する為退社。また、同じテレビ朝日アナウンサーだった野村華苗（退社）とは仕事のジャンルが重なる事が多く、親友の間柄であった。

## 過去の担当番組
代表で務めた報道・情報番組
| 期間       | 期間      | 番組名             | 役職                         |
| ---------- | --------- | ------------------ | ---------------------------- |
| 1996年10月 | 1997年3月 | 邦子がタッチ       | アシスタント                 |
| 1997年4月  | 1997年6月 | サンデージャングル | ニュース・情報キャスター担当 |

その他
- やじうまワイド
- OH!相撲
- News Access
- 特捜TV!ガブリンチョほか

## 同期入社
- 萩野志保子
- 古澤琢(現：宣伝部)
- 川島淳(現：編成部)